# Culture autiste

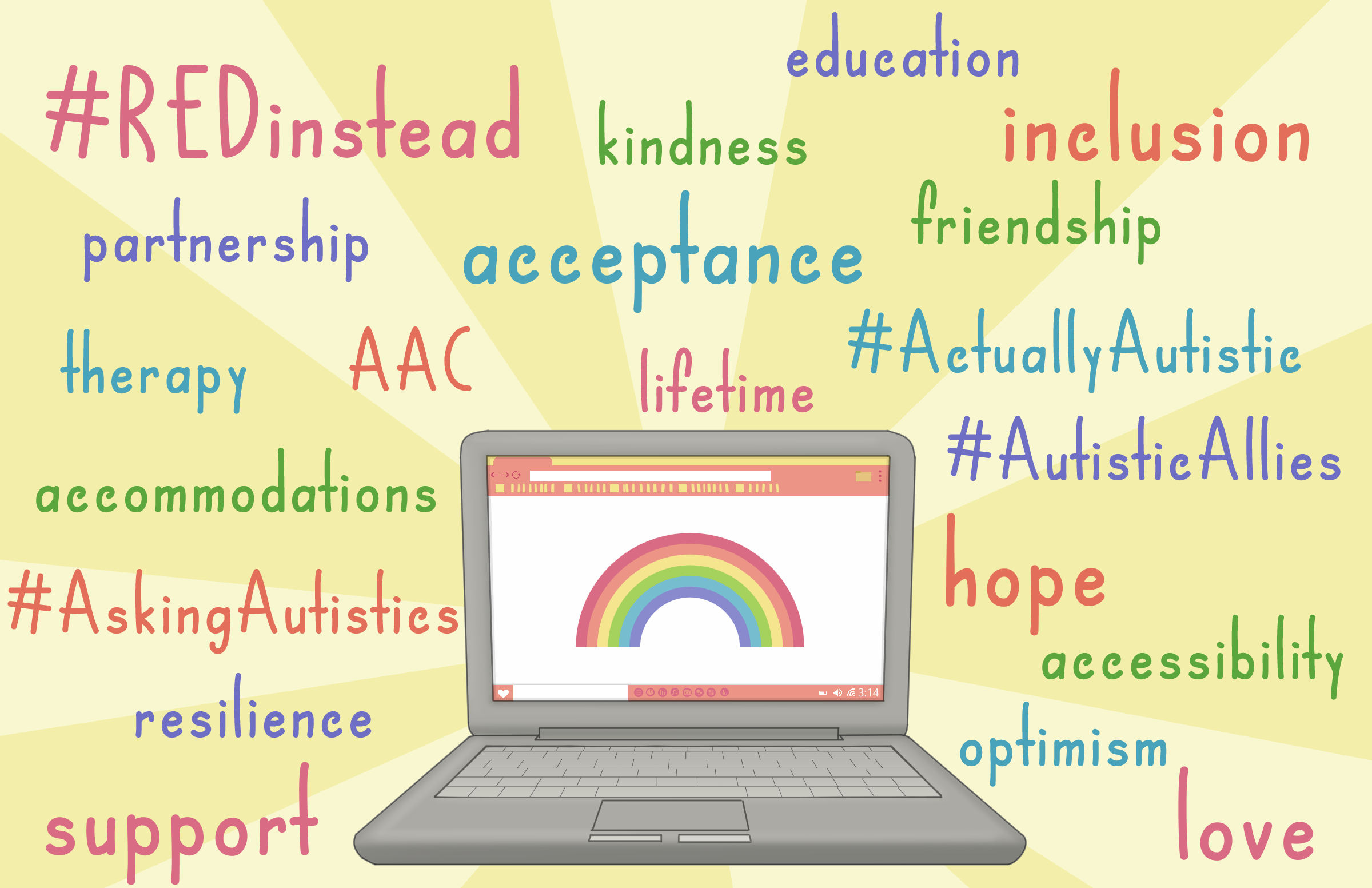
Montage de différents éléments relevant de la culture autiste.

La notion de culture autiste, ou culture autistique, désigne l'ensemble des éléments culturels partagés par les personnes appartenant au spectre de l'autisme. Son étude relève des aspects sociologiques de l'autisme.
La culture autiste est caractérisée par l'évitement des contacts sociaux, par la poursuite fréquente d'un centre d'intérêt, et par un mode de communication privilégiant internet et l'usage de l'écriture.

## Histoire

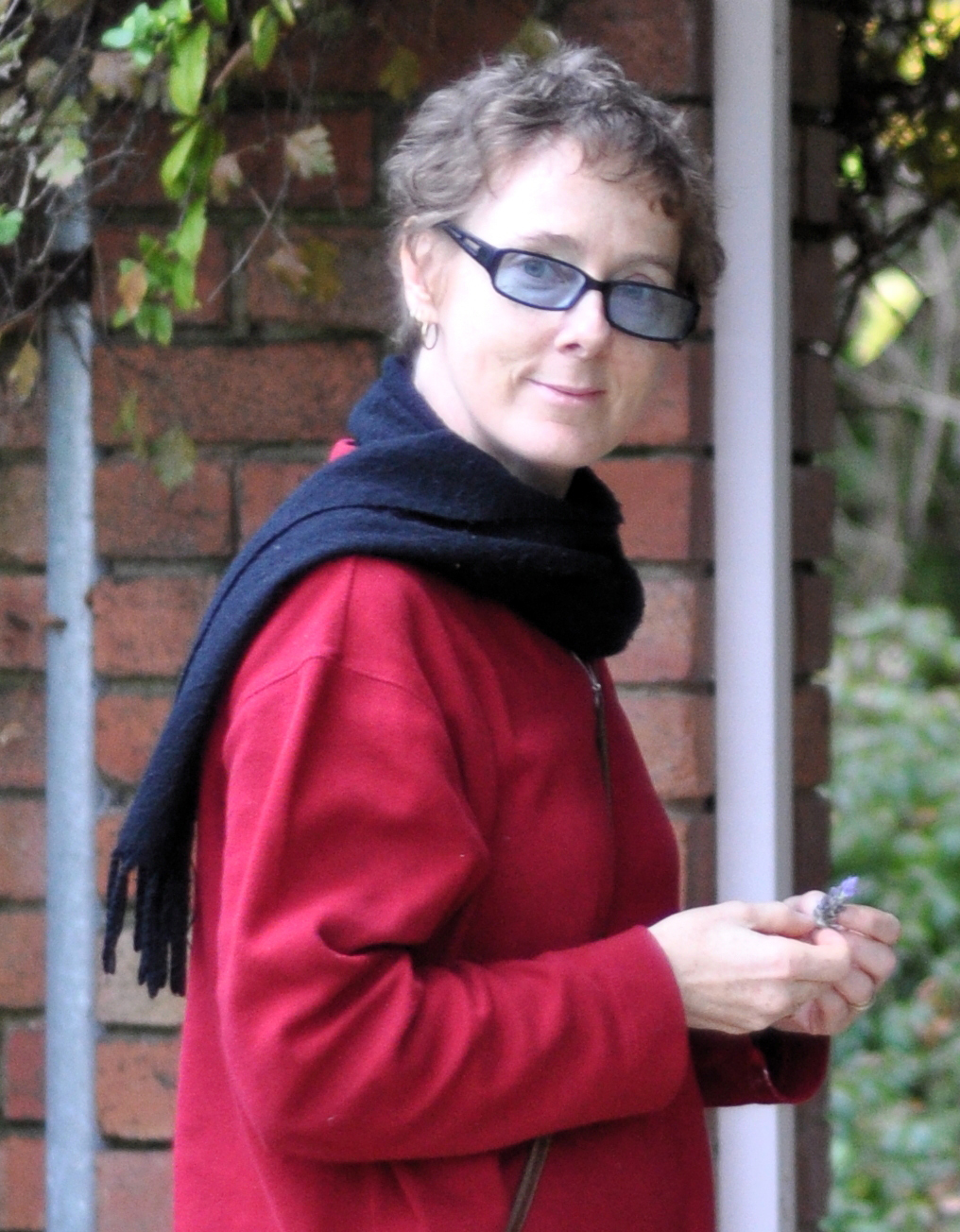
Donna Williams, femme autiste militante et écrivain australienne, qui a contribué à diffuser la notion de « culture autiste ».

Durant les décennies qui suivent sa description par Léo Kanner et Hans Asperger (années 1940), l'autisme est considéré comme une découverte marginale dans le champ de la psychiatrie, méconnue du grand public jusque durant les années 1980. Sa description et sa théorisation relèvent alors exclusivement du champ médical.
L'augmentation des diagnostics à partir des années 1980, correspondant à l'intégration progressive du syndrome d'Asperger, entraîne des mentions beaucoup plus fréquentes. L'autisme devient ainsi un phénomène culturel au début du XXIe siècle aux États-Unis. Cela entraîne également l'émergence d'études basées sur le modèle social, grâce aux disability studies (études du handicap).
La constitution d'une communauté autiste, dans le sens d'une communauté de personnes diagnostiquées comme ayant des troubles du spectre de l'autisme, doublée à l'avènement d'internet, entraîne une diffusion d'écrits, de musiques, et d'autres formes d'art créés par ces personnes qui revendiquent leur qualité d'autistes. Dès lors, d'après le musicologue et théoricien américain Joseph N. Straus, il est possible de considérer les personnes autistes comme un « groupe social, avec une culture distincte et partagée ». Cette communauté comprend surtout des personnes diagnostiquées avec un autisme sans déficience intellectuelle (anciennement appelé syndrome d'Asperger ou autisme à haut niveau de fonctionnement), et peut être liée à trois tendances historiques : l'émergence du syndrome d'Asperger et de l'autisme de haut niveau de fonctionnement, l'émergence du mouvement des malades, et l'arrivée d'Internet.
La sociologue française Brigitte Chamak note, en 2011, que des adultes autistes ont « produit un discours culturaliste qui célèbre la "culture autistique", mettant l’accent sur les aspects positifs et créateurs de la neurodiversité. Ainsi a émergé un nouveau mouvement social, articulé autour d’affiliations identitaires et culturelles, redéfinissant l’autisme comme une différence, et non comme une maladie ».

## Implantation de la notion de «culture autiste»
D'après Chamak, l'implantation de la culture autiste est beaucoup plus importante aux États-Unis, au Canada, au Royaume-Uni et en Australie qu’en France, en raison de différences de contexte culturel et d'histoire des mouvements associatifs.
D'après le philosophe, sociologue et anthropologue britannique Steven K. Kapp, l'implantation de la culture autiste doit beaucoup au militant américain Jim Sinclair. Cette notion connaît des évolutions considérables depuis sa première théorisation en 1993. Elle se construit initialement en réaction au discours médical et parental concernant l'autisme, et débouche sur la conception d'Autreat, un espace qui privilégie les besoins et les priorités des personnes autistes, parfois en inversant les poncifs du modèle médical de l'autisme. 
Un exemple en est la création du panel « demandez à un neurotypique », qui inverse le stigmate créé par les questions blessantes et intrusives fréquemment posées aux personnes autistes dans les contextes médicalisés (par des psychiatres, psychologues, psychanalystes...), telles que « avez-vous des relations sexuelles ? ». Kapp estime que la création du panel « demandez à un neurotypique » constitue un élément fondateur dans l'émergence de la culture autiste, en permettant pour la première fois de mettre en évidence des comportements culturels communs aux personnes autistes, tels que l'expérience désagréable que constitue la fréquentation d'un restaurant pour la majorité d'entre eux. Cette transformation de paradigme permet de poser les personnes autistes comme acteurs potentiels d'un changement d'ordre social. Sinclair souligne par ailleurs que la majorité des discours concernant l'autisme sont produits à l'époque par des experts non-autistes, ce qui fait de la culture autiste un champ dominé par une vision médicale.
Le terme « culture autiste » apparaît durant les années 2000, dans un contexte où les descriptions médicales des personnes autistes décrivaient des individus « aculturés ». Des auteurs autistes, en particulier Donna Williams, livrent à travers leurs écrits des éléments qui montrent qu'elles ne sont pas « aculturées », mais forcées de vivre dans un environnement dont le modèle culturel dominant ne correspond par au leur.
En 2005, dans son ouvrage L'autisme : une autre intelligence, le Pr Laurent Mottron plaide en faveur de la reconnaissance de cette culture autistique. En 2008, le professeur de géographie canadien Dr Joyce Davidson fait de même, caractérisant cette culture autiste par une manière de s'exprimer commune, et présente, notamment, sur internet.
Il a été suggéré, notamment par le philosophe et sociologue autiste Josef Schovanec, que le confinement de la population en 2020, durant la pandémie de coronavirus corresponde au « mode de vie autiste »,, en particulier pour ce qui concerne les mesures de distanciation physique et l'absence de salutations physiques (la bise...).

## Éléments propres à la culture autiste
Dans son essai Nos intelligences multiples, Josef Schovanec présente un certain nombre d'éléments d'opposition entre la culture autiste et la culture non-autiste : l'accent mis sur un usage massif du langage verbal par opposition à un attrait pour le silence ; l'existence d'univers intérieurs basés sur un centre d'intérêt investi, l'attrait pour une architecture originale et atypique chez les personnes autistes par opposition à l'homogénéisation des lieux de vie, ou encore le besoin de validation sociale chez les personnes non-autistes, qui n'existe pas chez les autistes. Il cite l'université allemande de la fin du XIXe siècle et des débuts du XXe siècle en exemple de lieu dominé par la culture autiste, qui a permis des découvertes notamment en philologie et en linguistique.

### Incompatibilités entre la culture autiste et d'autres environnements culturels
L'évitement des contacts sociaux implique une incompatibilité entre la culture d'entreprise française, dans laquelle de nombreuses prises de décision interviennent durant des repas et autres réunions sociales autour d'une machine à café, et la culture autiste, dont l'une des caractéristiques est justement la fuite ou l'incompréhension des regroupements sociaux,. Une réunion autour d'une machine à café peut être vécue comme angoissante par une personne autiste.

### Compatibilité entre la culture autiste et d'autres mouvements
Josef Schovanec postule que la communauté MGTOW regroupe un nombre important d'hommes autistes. Il cite la volonté de poursuivre l'exploration d'un centre d'intérêt spécifique comme facteur de motivation au refus d'une vie de couple, aux côtés des mauvaises expériences de couple passées, précisant qu'en parallèle, les femmes autistes suivent probablement le même raisonnement.